# Мегаполис (группа)
«Мегаполис» — советская и российская рок-группа, основанная в Москве в 1987 году. 27 мая был издан дебютный альбом «Утро». Первое выступление «Мегаполиса» состоялось в июне 1987 года на фестивале Московской рок-лаборатории в ДК Горбунова.
Многие песни группы написаны на стихи известных поэтов: Иосифа Бродского («Там», «Рождественский романс», «Дебют»), Александра Бараша («Одиночка», «Мария Египетская», «Посвящение Деннису Силку», «Гроза в деревне», «Баллада о воске и меде», «Влажная ложь», «Через полвека»), Васко Попы («Семена», «Гвозди»), Андрея Вознесенского («Новое московское сиртаки»).
В середине 1990-х Олег Нестеров занялся продюсерской деятельностью (звукозаписывающие студии «Лёгкие», «Снегири»). В 1996 году был выпущен альбом «Гроза в деревне», после чего группа ушла в продолжительный отдых, выпуская отдельные песни. В мае 2010 года она вернулась с новым альбомом «Супертанго».

## История

### 1980-е
В апреле−ноябре 1986 года на репетиционной базе молодыми московскими музыкантами Михаилом Габолаевым и Олегом Нестеровым был записан материал, который позже вошёл в дебютный магнитоальбом «Утро», изданный самиздатовским способом 27 мая 1987 года. Эта дата отныне стала официальным днём рождения группы. В июне того же года в Доме культуры Горбунова на фестивале рок-лаборатории группа отыграла свой первый концерт. Выступление стало примечательным: «В таинствах электронной магии уверенно себя чувствует „Мегаполис“. Их композиция „Рыбари“ оказалась самой популярной на концерте» («Московский комсомолец», 28 июня 1987). Состав группы в то время представлял следующее: Олег Нестеров — гитара, вокал; Андрей Белов — бас-гитара; Михаил Алесин — ударные; Александр Суздалев — клавишные; Аркадий Мартыненко — клавишные; Игорь Жигунов — перкуссия.
В январе 1988 года «Мегаполис» вошёл в продюсерский Центр Стаса Намина. В феврале музыканты приняли предложение фирмы грамзаписи «Мелодия» по выпуску пластинки на основе альбома «Утро». Пластинка была записана звукорежиссёром Германом Петровым в октябре-декабре. Вышедший в середине 1989 года альбом получил название «Бедные люди». В годовщину создания ансамбля в газете «Московский комсомолец» была напечатана статья, посвящённая «Мегаполису». Ансамбль был назван «чисто московским детищем, которое могло родиться только здесь и только сейчас».
В 1988 году «Мегаполис» принял участие в нескольких крупных фестивалях рок-движения − «Рок за мир» (Зелёный театр, май), «Рок против репрессий» (Дубна, сентябрь), «Рок за демократию» (УСК ЦСКА, декабрь).
В 1989 году Иван Демидов снял группе два клипа на песни «Москвички» и «Рождественский романс». В начале года[какого?] продюсерская фирма «АРС» устроила для группы ряд концертов по всей стране. В марте на немецкой радиостанции WDR вышла 20−минутная передача, посвящённая «Мегаполису». В августе музыканты дебютировали за рубежом − на фестивале в Берлине «Мировая музыка для головы и живота», в котором принимали участие музыканты из 32 стран мира. Группа участвовала в совместном туре по ГДР с американской группой «The Beatnics». В летний период почти полностью поменялся состав: Олег Нестеров — вокал, гитара; Михаил Габолаев — бас-гитара; Юрий Маценов — гитара; Андрей Надольский — ударные; Александр Суздалев — клавишные; с июня по ноябрь Виталий Чурилов — гитара. Тем же летом музыканты снялись в фильме «Наш человек в Сан-Ремо», представив там четыре своих песни и играя самих себя.

### 1990-е
С июля по декабрь 1990 года на студии «Мосфильм» группа записывает альбом «Пёстрые ветерочки» (звукорежиссёр − Василий Крачковский). В рамках новогодней программы «А» была представлена новая, ставшая впоследствии популярной песня «Новые московские сиртаки» (на стихи Вознесенского). В конце года предложение о записи вокала к песне «Там» (написана на стихи Бродского, в альбоме «Пёстрые ветерочки» звучит в исполнении Олега Нестерова) принял Лев Лещенко. В 1993 году режиссёром Дмитрием Фиксом был снят клип на эту песню в духе клипа «High» группы «Cure» (ранее в начале 1992 года режиссёры Михаил Хлебородов и Сергей Косач приступили к съёмкам клипа, но из-за недостатка средств были вынуждены приостановить процесс).
В январе 1991 года группу покинул клавишник Александр Суздалев. С апреля 1991 года по сентябрь 1992 на «Мосфильме» проходила запись альбома «Женское сердце». В этот же период был придуман и начал осуществляться проект «Нерождённые шлягеры для Германии» − перевод популярных русских песен на немецкий язык («Ландыши», «Волга»).
В феврале 1992 года «Мегаполис» отправился в Германию, где выступил в клубах Кёльна и Дюссельдорфа, а также приглашался для участия в радио- и телепрограммах. Осенью песни группы попадали в эфир российских радиостанций. В октябре Дмитрий Фикс снял клип на песню «Осень-86», использовав любительские кадры карнавала в Кёльне. В декабре группу покинул барабанщик Андрей Надольский.
Весь 1993 год «Мегаполис» работал над новым альбом «Megapolis», контракт на издание которого подписала немецкая компания Erdenklang Musikverlag. После участия в фестивале видеоклипов «Поколение-93» группа приобрела много новых поклонников, а песни всё чаще стали звучать на радиостанциях. В декабре состоялась запись альбома в тон-студии «Мосфильма». Звукорежиссёром вновь выступил Василий Крачковский.
13 января 1994 года на фестивале «Поколении-94» группа получила главный приз «Золотое яблоко» за клип «Карл-Маркс-Штадт», который вскоре пошёл в телеэфире немецкого канала VIVA. С января музыканты ансамбля Михаил Габолаев и Олег Нестеров приступили к работе над танцевальными ремиксами своих песен. Этот проект получил название «М.Е.Г.А.П.О.Л.И.С./НЕГОРО» и полностью завершился в январе 1995-го. В феврале и марте прошло несколько клубных показов так называемого «НЕГОРО-Шоу», где артисты не пели и не играли, а лишь танцевали под музыку. В отборочном конкурсе «Евровидения-94» группа участвовала с НЕГОРО-версией песни «Пушкин». Дмитрий Фикс снял при помощи старой любительской кинокамеры малобюджетный клип на песню «Я − весна». 27 мая в Московском дворце молодёжи прошла презентация коллекционного издания альбомов «Женское сердце» и «Пёстрые ветерочки». В августе в Германии России был издан альбом «Megapolis». В декабре в составе ансамбля появились барабанщик Александр Филоненко и гитарист Андрей Кифияк.
В мае 1995 года коллектив покинул гитарист Юрий Маценов. В июле прошли съёмки клипа на песню «40 ночей вальса» (режиссёр − Дмитрий Фикс). В сентябре фирма «Триарий» совместно с «Союзом» издала на кассетах альбом ремиксов «М.Е.Г.А.П.О.Л.И.С./НЕГОРО». В ноябре в Санкт-Петербурге в БКЗ «Октябрьский» в рамках акции «Музыкальная философия конца XX века» группа дала сольный концерт.
23 и 24 февраля 1996 года группа дала акустический концерт в клубе «Утопия», позже, в августе, изданный на диске фирмой «Мороз рекордс». Дмитрий Фикс снял клип «Пушкин». В июне в Европе вышел в свет сборника «Deus Ex Machina», в которой вошла композиция «Мегаполиса» «1+1» из альбома «Megapolis». Летом прошла запись в Германии на студии Дитера Дирке нового альбома (звукорежиссёр − Бриджит Андерхаузен). В сентябре Дмитрий Фикс снял клип на песню «Звёздочка». Тогда же творческое объединение «Два крыла» сделало видеоряд к композиции «Обольщение». Во время операции на сердце президента России Бориса Ельцина музыканты привлекли внимание своей акцией «Выздоравливайте, Борис Николаевич!» или «36,6». Этот клип был в числе лучших на фестивале «Поколение-97». В конце года вышел альбом «Гроза в деревне».
В 1996 году группа получила премию «Золотой граммофон» за песню «Женское сердце».
С начала 1997 года песни «Звёздочка» и «Баллада о воске и мёде» часто звучали в эфирах радиостанций, клип на композицию «36,6» достиг вершин в хит-параде[каком?] музыкального телевидения[какого?]. В апреле Дмитрий Фикс приступил к съёмкам фильма «Маленькая история», посвященного десятилетию группы «Мегаполис». Помимо живых выступлений в фильме использованы редкие архивные материалы, клипы, интервью участников. В июле в рамках акции, посвящённой приближающемуся 850-летию Москвы, была записана песня «Москва — город любви», вошедшая в сборник «Песни о Москве». В октябре с концерном «Союз» был подписан контракт на издание сборника лучших песен, который вышел в марте 1998 года.
Михаил Габолаев и Олег Нестеров стали работать продюсерами. В числе первых подопечных − группы «Маша и медведи», «Лакмус», позже «Ундервуд». В январе 1998 года в группе появился новый гитарист Максим Леонов. В конце года «Мегаполис» работал над русской версией композиции Питера Сигера «Где цветы?» («Where Have All the Flowers Gone?»), записывая её в дуэте с Машей Макаровой. Режиссёр Роман Прыгунов и оператор Влад Опельянц позже сняли клип на эту песню.
В марте 1999 года Нестеров, Габолаев и Гедрюс Климкявичус основали компанию «Снегири-музыка». В сентябре совместно с одним из проектов «Снегирей» — диджеи «Кругозоры» — ансамбль снял видео на песню «Всё не кончится старость» (режиссёр Роман Прыгунов).

### 2001—2016
В марте 2000 года барабанщиком пришёл Алексей Кадлубович. Группа всё чаще выступала с акустической программой, а вскоре отказалась от клубных концертов на широкой публике.
С 1999 года Олег Нестеров неоднократно делал заявления о подготовке к записи нового альбома группы, но запись постоянно откладывалась. Осенью 2003 года в эфире радиостанций зазвучала песня с провокационным текстом «Улыбки любви или ezhik forever» («Ёжик, притаившийся между твоих ног»). 28 апреля 2006 года впервые за долгое время музыканты выступили в московском клубе. В числе прочих была исполнена новая песня «Зимняя („Раны на стекле“)» на стихи Александра Бараша. На эту песню в том же 2006 году был снят клип, а в июне 2007 завершилась долгая работа студии «Болд Дизайн» над новым мультипликационным клипом на песню «Всемирный Карл-Маркс-Штадт».

### «Супертанго»
За время продюсерской работы у Олега Нестерова и Михаила Габолаева полностью сменились взгляды на процесс создания музыки. Следствием чего стал альбом «Супертанго» (2010), выпущенный компанией «Союз» при участии «Снегири-музыка». Эта работа получила премию за «лучший альбом 2010» на ежегодном фестивале «Степной волк» и была признана лучшей пластинкой журналом «Афиша». После премьеры «Супертанго» «Мегаполис» вернулся к активной концертной деятельности.
В 2012 году группа записала четыре песни из альбома «Супертанго» дуэтом с Ёлкой. Они вошли в совместный сингл «Звезды, звезды».

### «Из жизни планет»
В 2014 году состоялся релиз мультиформатного проекта «Из жизни планет», в основу которого легла музыка к сценариям неснятых фильмов 1960-х — 1970-х годов: «Причал» (режиссёр Владимир Китайский) и «Прыг-скок, обвалился потолок» Геннадия Шпаликова, «Семь пар нечистых» Владимира Мотыля по повести Вениамина Каверина, «Предчувствие» Андрея Смирнова. Это музыкальное посвящение представлено в виде одноимённого двойного альбома, интернет-ресурса, созданного в формате WEB Documentary, и музыкального спектакля. Проект стал лауреатом в двух номинациях премии «Степной волк-2014», возглавил список лучших музыкальных проектов года по версии журнала «Сноб» и вошёл в шорт-лист премии «Сноб: Сделано в России-2014». Был назван одним из самых значимых культурных событий последних лет. Электронный ресурс «Из жизни планет» получил национальную премию «Книга года-2015» в категории «Электронная книга». За этот проект группа «Мегаполис» номинировалась на премию журнала «GQ» «Человек года-2015».

### «Zerolines»
Весной 2016 года группа «Мегаполис» начала работу над новым проектом. 18 ноября 2016 года вышел альбом «Zerolines». На альбом оказала влияние философия Серебряного века. Сам Олег Нестеров называет «Zerolines» арт-проектом. 10 апреля 2020 года вышло продолжение проекта.

### «Ноябрь»
28 октября 2019 года был запущен краудфандинг для выпуска нового альбома. 25 сентября 2020 года состоялся релиз альбома «Ноябрь», состоящий из песен, написанных на стихи русских поэтов XX века, широкой публике по преимуществу незнакомых. Материал альбома лёг в основу музыкального спектакля «Ноябрь», премьера которого состоялась 1 октября 2020 года в Москве на сцене Электротеатра Станиславский. В ноябре 2021 г. на песню «Ноябрь» был представлен видеоклип

## Состав
- Олег Нестеров — вокал, речитатив, электрогитара, акустическая гитара
- Михаил Габолаев — бас-гитара
- Дмитрий Павлов — соло-гитара, электроника (с 2008)
- Дмитрий Червяков — электрогитара, электроника
- Андрей Карасёв — скрипка, клавишные (с 2016 эпизодично)
- Антон Дашкин — ударные (с 2011)

### Бывшие участники
- Андрей Белов — бас-гитара (1987—1989)
- Михаил Алесин — ударные (1987—1989)
- Игорь Жигунов — перкуссия (1987)
- Аркадий Мартыненко — клавишные (1987)
- Александр Суздалев — клавишные (1987—1991)
- Юрий Маценов — гитара (1989—1995)
- Виталий Чурилов — гитара (1989)
- Андрей Надольский — ударные (1989—1992)
- Руслан Валонен — клавишные (1991—1992)
- Александр Косорунин — ударные (1993—1994)
- Александр Филоненко — ударные (1994—2000)
- Андрей Кифияк — гитара (1994—1998)
- Максим Леонов — гитара (1998—2008)
- Алексей Кадлубович — ударные (2000—2011)

## Дискография
- 1985 — Ёлочный базар (pre-«Мегаполис»)
- 1987 — Утро
- 1989 — Бедные люди
- 1990 — Пёстрые ветерочки
- 1992 — Женское сердце
- 1994 — Мегаполис
- 1995 — Негоро
- 1996 — Акустический концерт в «Утопии» (концертный)
- 1996 — Гроза в деревне
- 1998 — The best
- 2003 — Улыбки любви или ёzhik forever[7] (макси-сингл)
- 2003 — Megapolis In Love (сборник)
- 2010 — Супертанго[8]
- 2012 — Звёзды, звёзды
- 2014 — Из жизни планет
- 2016 — ZEROLINES
- 2020 — ZEROLINES #2020
- 2020 — Ноябрь
- 2025 — С прочностью нитки